# Moritz Blanckarts
Moritz Blanckarts (16 avril 1839 à Düsseldorf - 12 avril 1883 à Stuttgart) est un peintre prussien de peinture d'histoire.

## Biographie
Blanckarts suit des cours privés puis fréquente l'école de peinture de Düsseldorf à partir de 1856. Il peint des combats et ses premières œuvres illustrent les guerres napoléoniennes. En 1876, il s'installe à Stuttgart où il meurt sept ans plus tard à l'âge de 43 ans.
Blanckarts est également l'auteur de 30 articles de la Allgemeinen Deutschen Biographie.

## Tableaux
- La mort de Körner (1859)
- La mort de Schill
- York à Möckern (1863)
- Le roi Wilhelm à Königgrätz (1867)
- Bazaine à Mars la Tour (1873)
- L'empereur Wilhelm à cheval Pferde avec Bismarck, Moltke et Podbielski (1875)

## Source
- (de) Eduard Daelen, « Blanckarts, Moritz », dans Allgemeine Deutsche Biographie (ADB), vol. 47, Leipzig, Duncker & Humblot, 1903, p. 7
- Blanckarts, Moritz. In: Hermann Alexander Müller: Biographisches Künstler-Lexikon. Verlag des Bibliographischen Instituts, Leipzig 1882, S. 55.

## Référence
- (de) Cet article est partiellement ou en totalité issu de l’article de Wikipédia en allemand intitulé « Moritz Blanckarts » (voir la liste des auteurs).